# Harami, Kabadüz
Harami là một xã thuộc huyện Kabadüz, tỉnh Ordu, Thổ Nhĩ Kỳ. Dân số thời điểm năm 2010 là 430 người.